# Rafsandschan
Rafsandschan (persisch رفسنجان, DMG Rafsanǧān, auch Rafsenǧān; und auch als Bahrāmābād bekannt) ist eine Stadt in der iranischen Provinz Kerman und Hauptstadt des gleichnamigen Verwaltungsbezirks Rafsandschan.

## Bevölkerung
Bei der Volkszählung im Jahre 2006 betrug ihre Bevölkerungszahl 136.388 in 33.489 Familien.  Im Jahre 2005 hatte es noch eine geschätzte Bevölkerungszahl von 134.848.

## Wirtschaft
Rafsandschan ist das Zentrum des Pistazienanbaus im Iran, des größten Exporteurs in der Welt.
Rafsandschan ist auch ein Hauptzentrum der Teppichproduktion, obwohl die Teppiche als Kermani-Teppiche verkauft werden und nicht als Rafsandschani-Teppiche. Ein weiterer großer Arbeitgeber sind die nahegelegenen Sartscheschme-Kupferminen. Südlich der Stadt liegt der Flughafen Rafsandschan.

## Persönlichkeiten
- Ali-Akbar Hāschemi Rafsandschāni (1934–2017), Präsident des Iran